# آلنزویل (پنسیلوانیا)
آلنزویل، پنسیلوانیا (انگلیسی: Allensville, Pennsylvania)یک حوزه سرشماریدر شهرستان میفلن، پنسیلوانیا، در ایالات متحده واقع است.

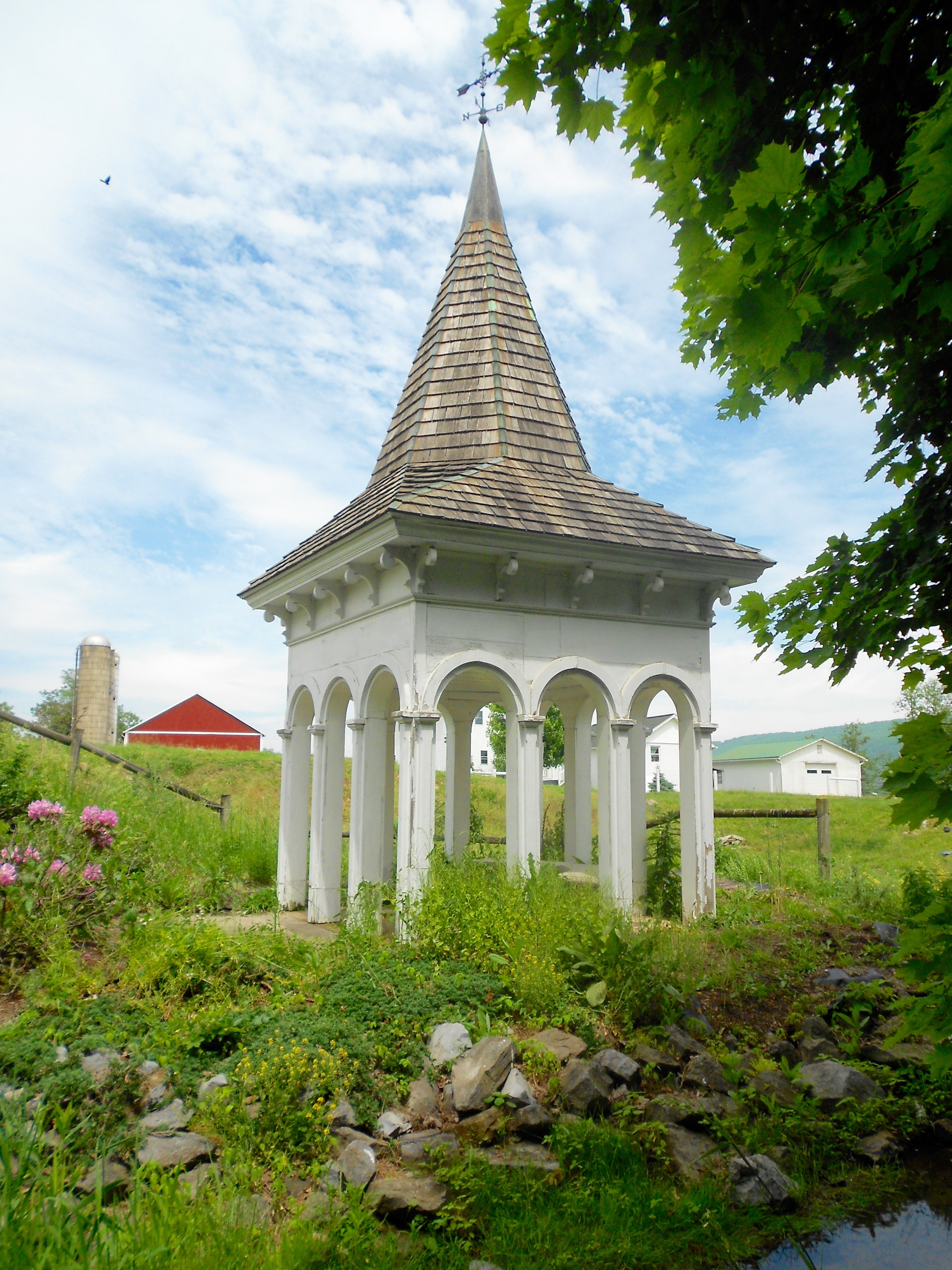
یک پاسیو که ظاهراً از یک ستون ساخته شده در نزدیکی کلیسای جامعه
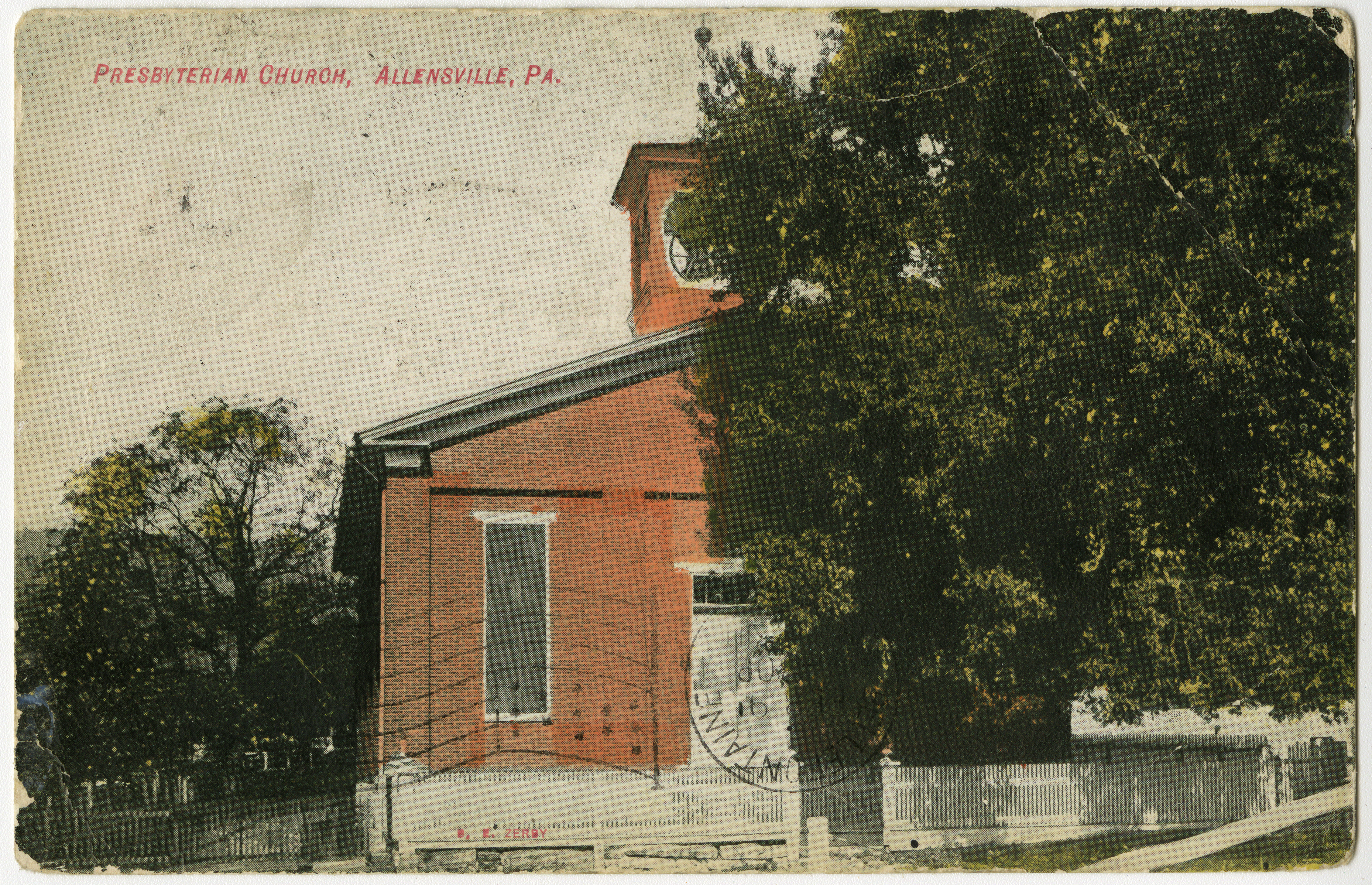
کلیسای پروتستان در یک کارت پستال قبل از 1923
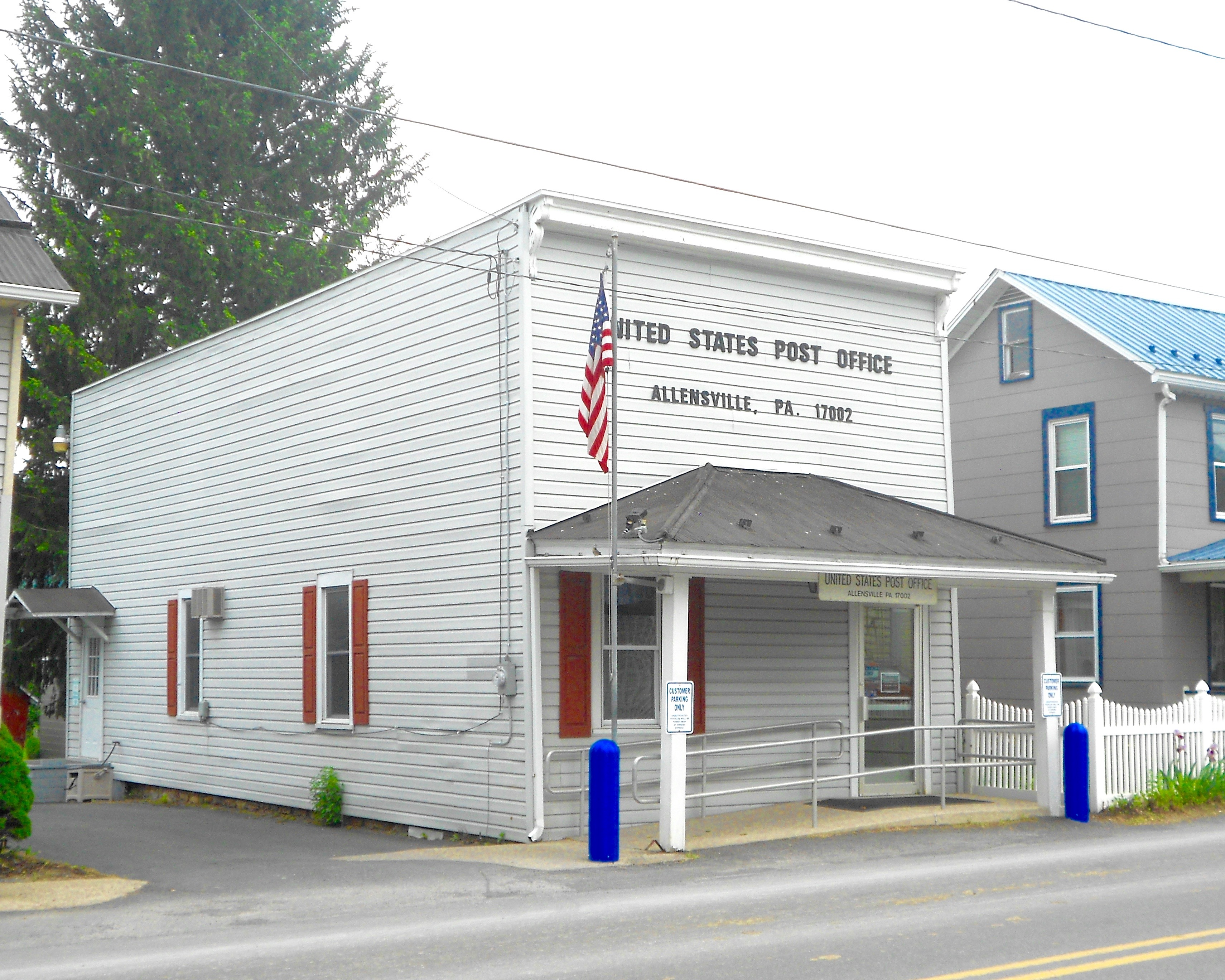
اداره پست